# Alexander Bălănescu
Alexander Bălănescu (n. 11 iunie, 1954, București) este un violonist și compozitor israelian-britanic, originar din România.

## Biografie
Născut Alexandru Bălănescu într-o familie de intelectuali bucureșteni (tatăl său, Ion Bălănescu, preda la Universitate). După plecarea din România și-a schimbat numele în Alexander Balanescu.
Își începe studiile muzicale la vârsta de 7 ani, la școala de muzică din București. În 1969 emigrează împreună cu familia în Israel.

### Studii muzicale
La vârsta serviciului militar obligatoriu în Israel se mută la Londra, după ce studiase la Academia Rubin din Ierusalim. Studiază la Trinity College of Music din Londra și la Julliard School of Music din New York. După terminarea studiilor, se întoarce la Londra, unde va activa în diferite grupuri, precum Capricorn, Music Projects, Gemini. A fost  membru al Cvartetului Arditti între 1983 și 1986.
În 1979 preia conducerea orchestrei Michael Nyman Ensemble cu care va merge în turnee timp de 15 ani.

### Cvartetul Bălănescu
În 1987 își formează propriul cvartet de coarde, numit The Balanescu Quartet, împreună cu Clare Connors (vioară), Bill Hawkes (violă) și violoncelistul Nick Price (fost membru al London Symphony Orchestra).
Cvartetul Balanescu a colaborat cu muzicieni precum Gavin Bryars si Michael Nyman, dar și cu personalități pop precum Pet Shop Boys, Kate Bush, John Lurie (liderul formației Lounge Lizards) și David Byrne (liderul formației Talking Heads).
A scris muzica de film pentru producția regizorului Phillip Haas Angels and Insects.